# 매창매화도및옥산국화도첩
매창 매화도 및 옥산 국화도첩(梅窓梅花圖및玉山菊花圖帖)은 대한민국 강원도 강릉시 율곡로313에 있는 조선시대의 매창 매화도 및 옥산 국화도첩이다. 1971년 12월 16일 강원도의 유형문화재 제12호로 지정되었다.

## 개요
이매창과 이옥산은 신사임당의 자녀로, 둘 모두 어머니의 재능을 이어받아 예능에 뛰어난 솜씨를 지녔다.
매창의 매화도는 가로 26.5cm, 세로 30cm의 종이에 그린 묵화로, 굵은 가지와 잔 가지가 한데 어우러져 은은한 달빛아래 자태를 한껏 뽐내고 있는 매화를 실제로 보는 듯 하며, 깔끔한 분위기가 돋보인다. 옥산의 국화도는 가로 25cm, 세로 35cm 크기의 종이에 그린 묵화로, 국화 한줄기가 화면에 솟아오른 단순한 구도이면서도 만발한 국화를 보는 듯 담백한 여운을 풍긴다.
매창과 옥산 남매의 그림을 이해하고 감상할 수 있는 소중한 자료이다. 후손인 이장희 가에 소장되어 오던 것을 1965년에 2개로 나누어 오죽헌 기념관에서 보관하고 있다.

## 참고 문헌
- 매창 매화도 및 옥산 국화도첩 - 국가유산청 국가유산포털